# Akko (település)
Akko vagy Akkó, Akkon, a késő ókorban Ptolemaiosz (ezenkívül ismertebb nevei még: Akers, Acre, Accho, Acco, Hacco illetve St. Jean d’Acre, görögül Ἄκη, héberül עכו ‘Akkô, arabul عكّا ʿAkkā) több mint négyezer éve lakott város Galileában, a mai Izrael északnyugati területén, a Földközi-tenger partján.
Az óvárosa, amely az UNESCO kulturális világörökségének része, a Haifai-öböl északi részén, egy félszigeten található, és egy helyenként 150 méter széles erődítmény védi. A szárazföld felől mára már teljesen körbeveszi az új város. Míg az új városban többségében zsidó a lakosság, az óvárosban szinte kizárólag izraeli arabok laknak, és még ma is az egyik legorientálisabb hangulatú város Izraelben.
2011-ben 46 464 lakosa volt.

## Gazdaság
A városnak több évszázadon keresztül fontos kikötője volt a Földközi-tenger keleti részén, ez mára már erősen vesztett jelentőségéből. Gazdasági súlya ma az iparnak van, mindenekelőtt a vasfeldolgozásnak.
A városnak van vasút-összeköttetése is a Naharija–Haifa vonalon.

## Története
Több ókori egyiptomi irat említi, így egy Kr. e. 19. századból való cseréptábla, de megtaláljuk III. Thotmesz idejéből (Kr. e. 15. század) is a kánaáni városlistákon.
Az izraeliták a honfoglalásuk idején nem tudták ezt, a föníciaiak birtokában levő várost bevenni; a környező régiót azonban Áser törzse szállta meg.
Nagy Sándor Kr. e. 333-ban foglalta el és a város központját a tengerpartra helyezte át. Gyarmatává tette és nevét Ptolemaiszra változtatta. A rómaiak alatt a Galileában állomásozó katonaság bázisa.
Kr. u. 614-ben a perzsák foglalták el, de csak rövid ideig volt az övék.
1104-ben a keresztesek foglalták el, akiknek fő kikötőjük és Jeruzsálem eleste után a fővárosuk volt.
1291-ben a mamlúkok lerombolták. A 14. században újraépítették, de csak a 18. században lett újra fontos központtá.
1799-ben Napóleon serege ostromolta – sikertelenül.
1918-ban az angolok kezére került, akiknek itt-tartózkodásuk alatt az ország északi részének közigazgatási központja lett.

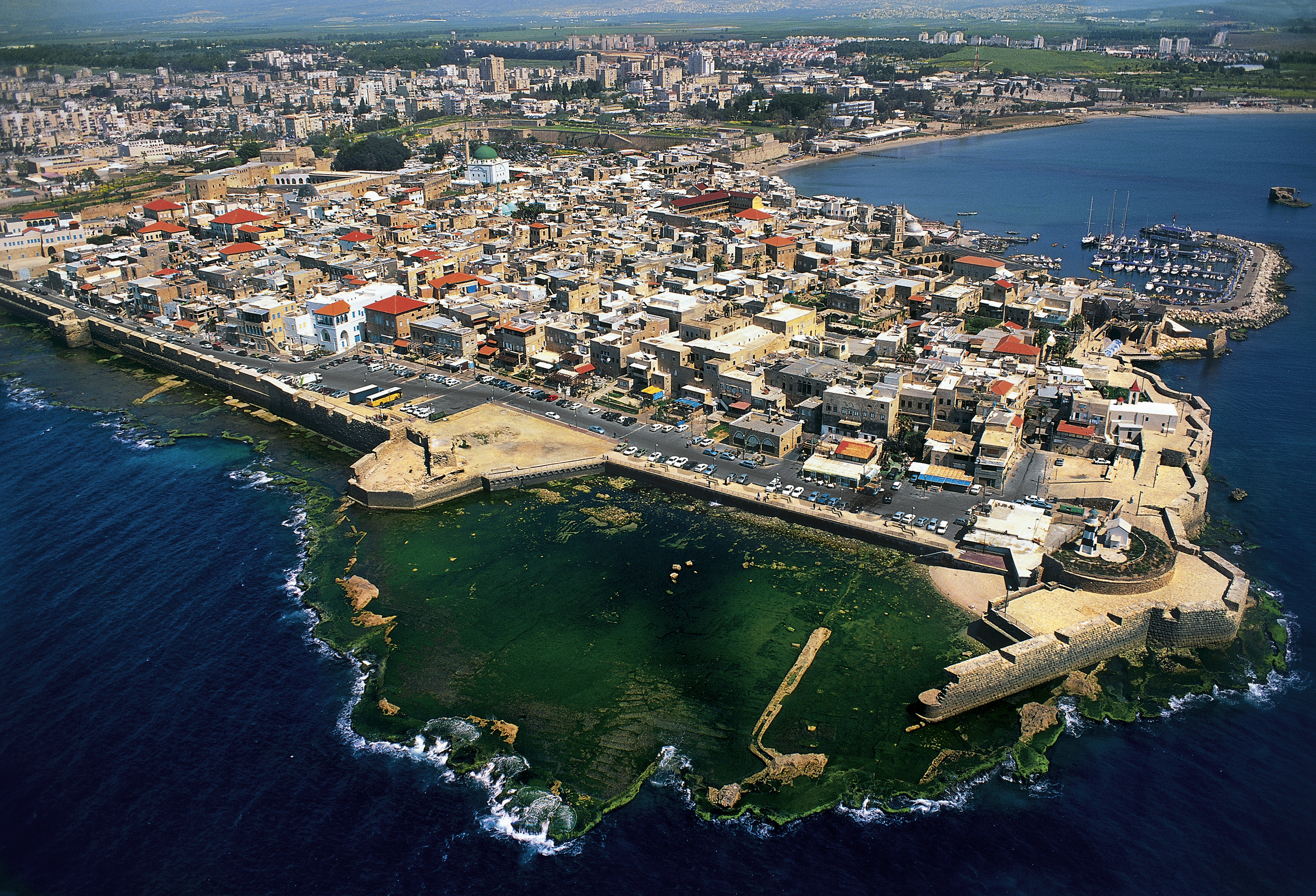
Akko

## Népesség

### Népességének változása
| Lakosok száma | 4016 | 21 200 | 31 700 | 34 200 | 37 900 | 37 200 | 45 091 | 45 800 | 46 600 | 48 900 |
|               | 1948 | 1956   | 1964   | 1971   | 1979   | 1987   | 1995   | 2002   | 2010   | 2018   |